# Sarāb-e Kārzān
Sarāb-e Kārzān (persiska: سراب کارزان, Sarāb-e Kārāzān, سَرابِ كارازان) är en ort i Iran.   Den ligger i provinsen Ilam, i den västra delen av landet, 500 km väster om huvudstaden Teheran. Sarāb-e Kārzān ligger 1 299 meter över havet och antalet invånare är 746.
Terrängen runt Sarāb-e Kārzān är huvudsakligen kuperad, men åt sydväst är den bergig.Runt Sarāb-e Kārzān är det ganska glesbefolkat, med 39 invånare per kvadratkilometer. Närmaste större samhälle är Īlām, 13,2 km söder om Sarāb-e Kārzān. Omgivningarna runt Sarāb-e Kārzān är i huvudsak ett öppet busklandskap.